# Château d'Eynsford
Les ruines du château d'Eynsford se trouvent à Eynsford, village du Kent.
Elles datent du XIe siècle et témoignent ainsi de l'un des plus anciens châteaux de pierre en Angleterre. Les fouilles ont montré que c'était à l'origine une tour en bois sur une colline, bientôt remplacée par une construction en pierre de l'époque normande. Le château était rond et entouré d'un fossé. Dans l'enceinte du mur de pierres et de silex se trouvaient autrefois des habitations, qui ont brûlé au XIIIe siècle, mais ont été reconstruites, pour être cependant abandonnées au XIVe siècle, laissant des ruines d'une certaine importance.
Selon le Domesday Book le site appartenait à un certain William de Eynsford, lui-même vassal de l'archevêque de Cantorbéry.

## Source de la traduction
- (de) Cet article est partiellement ou en totalité issu de l’article de Wikipédia en allemand intitulé « Eynsford Castle » (voir la liste des auteurs).